# Vajnafalva
Vajnafalva (románul Voinești) a székelyföldi Kovászna város keleti, hegyalji része Romániában, Kovászna megyében.

## Nevének eredete
Nevét onnan kapta, hogy egykor a Vajna nemzetség tulajdona volt.

## Története
Területe ősidők óta lakott. A Sós-tó-tetőn őskori eredetű földvár sáncai láthatók. Határában a Tündérvölgy feletti Várhegyen találhatók Tündérvár romjai. A vár valószínűleg dák eredetű, a monda szerint ez Tündér Ilona vára.
A falu eredetileg nem a mai helyén, hanem a Sóstó és a Délő alján volt, ahonnan több településnyom került elő.
Ortodox temploma 1794-ben épült. Unitárius temploma 1888-ban, református temploma 1930 és 1932 között épült közadakozásból. A trianoni békeszerződésig Háromszék vármegye Orbai járásához tartozott.
Az 1990-es években egy új ortodox templomot építettek.

## Népesség
Lakói többségében románok.

## Látnivalók
- A falu ásványvízforrásokban nagyon gazdag, itt volt a kovásznai fürdőtelepek központja is. A Horgász-kút vizét 1891-óta palackozzák.
- Itt van a Mikes-fürdő és a Sóstó-fürdő.
- Gyógyszálló
- Nicolae Teculescu (korábban Benedek Géza) Szívkórház (Spitalul de cardiologie)

## Képek

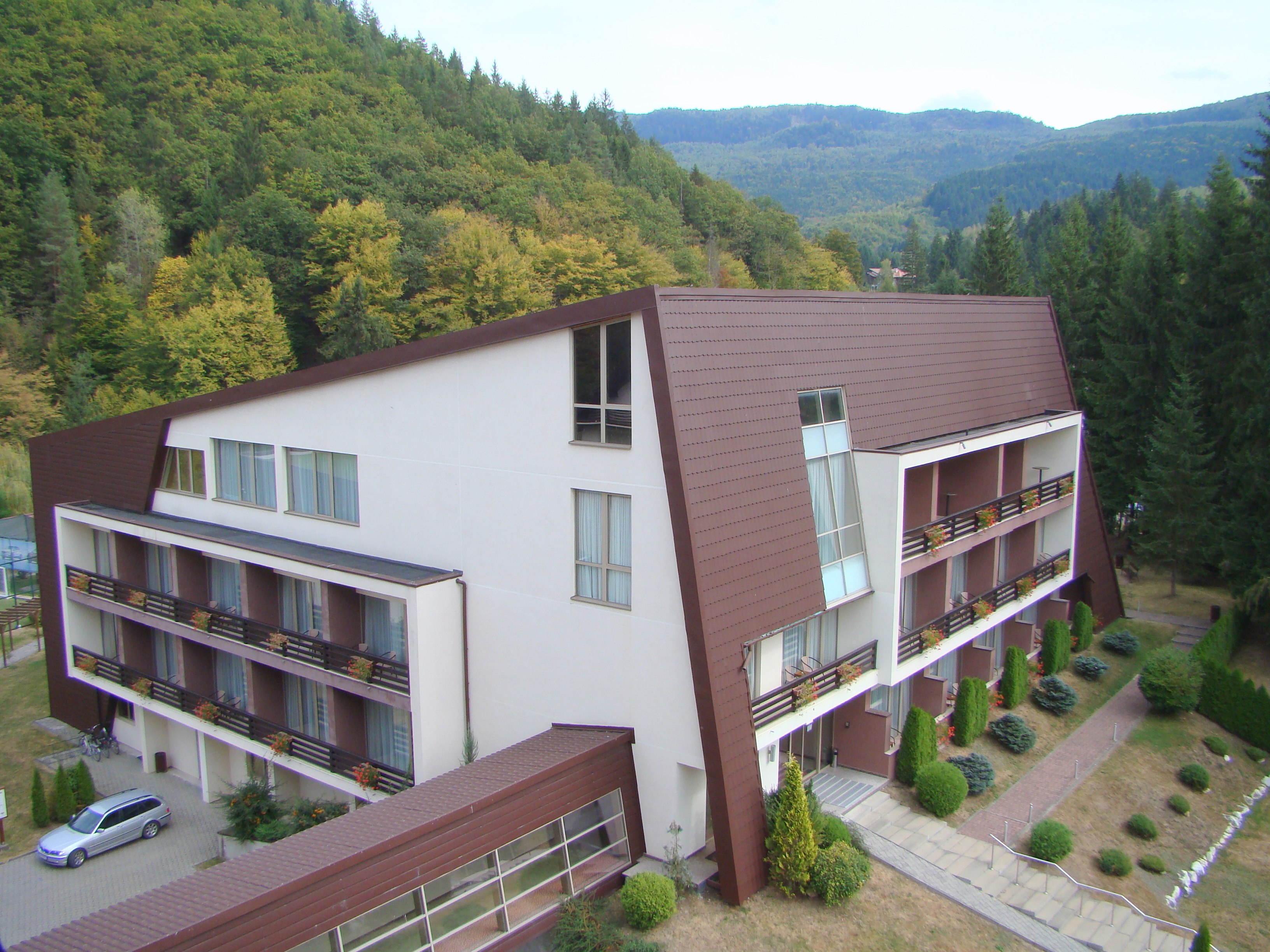
Hotel Clermont
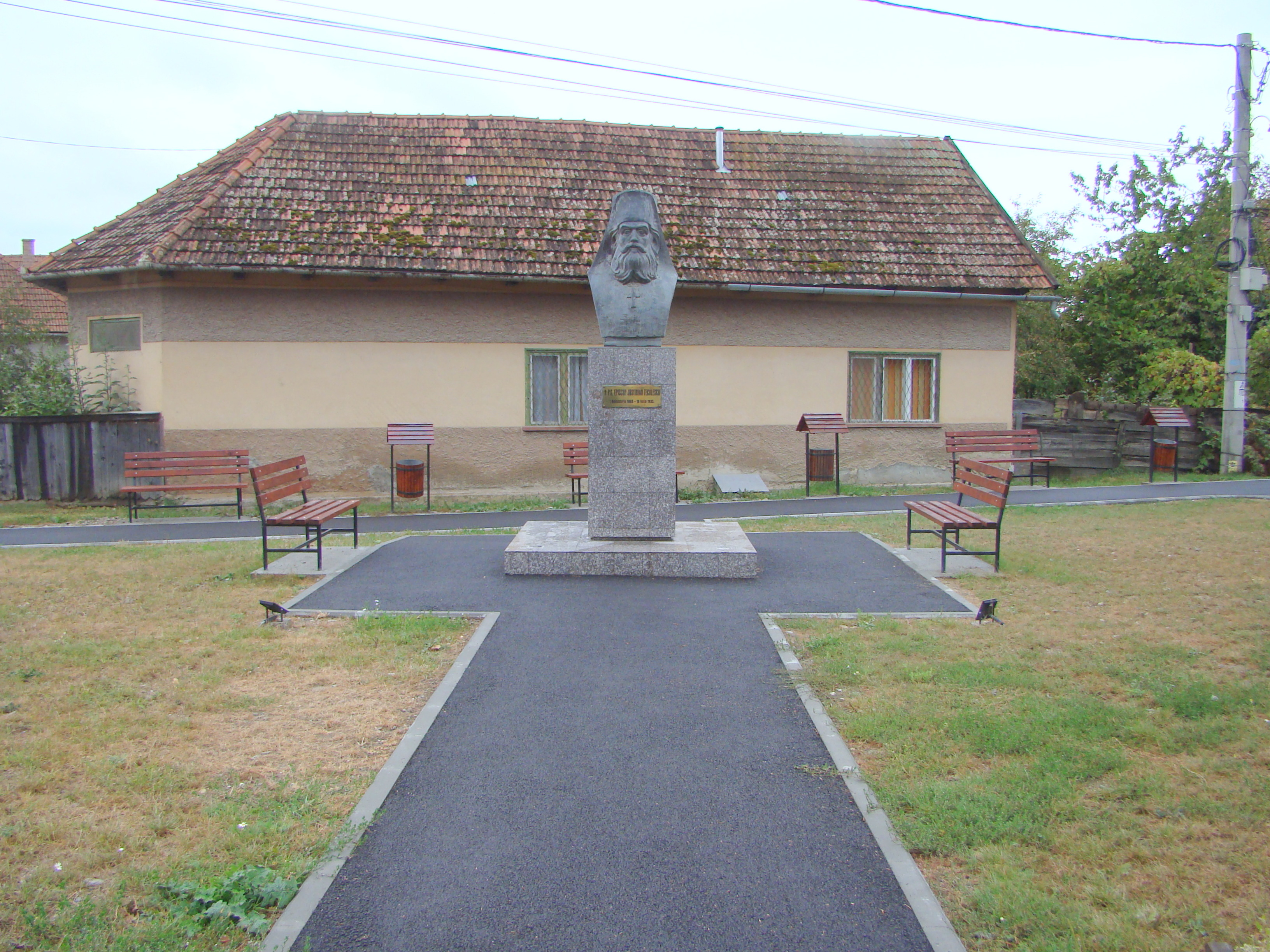
Iustinian Teculescu[3] szobra
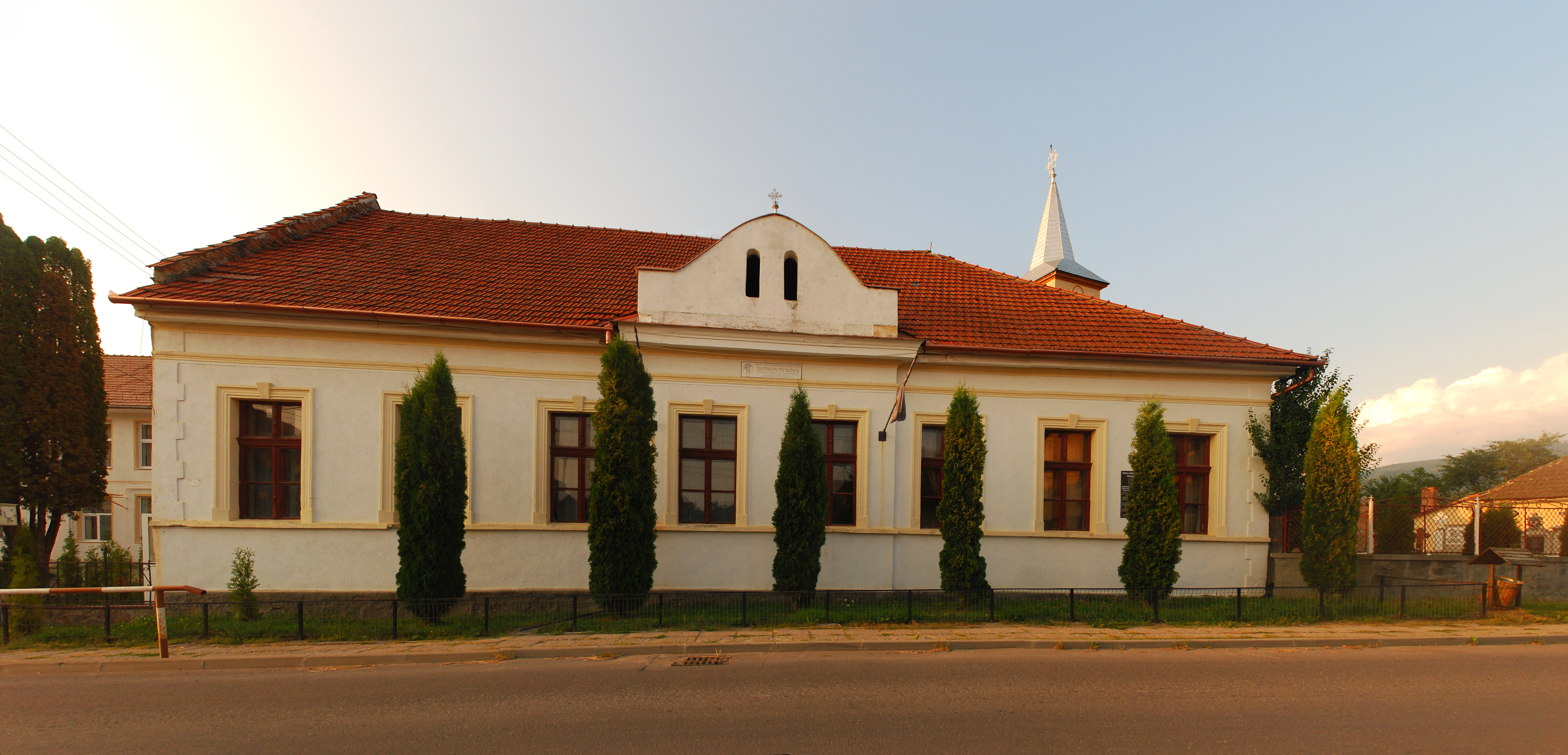
Iskola